# Pseudociencia burguesa

Unión Soviética

La pseudociencia burguesa (en ruso: буржуазная лженаука, burzhuáznaya lzhenaúka) fue un término de condena en la Unión Soviética utilizado para describir ciertas disciplinas científicas que se consideraron inaceptables desde un punto de vista ideológico.
Disciplinas declaradas "pseudociencia burguesa" incluyeron: la teoría del Big Bang, la física cuántica, la teoría de la relatividad de Einstein, la genética (calificada de "ciencia fascista" en 1938), la cibernética, la sociología, la semiología, y la lingüística histórica. Esta actitud fue más corriente durante la administración de Iósif Stalin.  
Se declararon otras disciplinas "pseudociencia burguesa" en la República Popular de China. Se consideró la utilización de anestesia reaccionaria, dado que Mao Zedong había introducido la anestesia por acupuntura.